# Grozljivka
Grozljivka je filmski žanr, ki poskuša pri gledalcih izvabiti negativne čustvene reakcije z izkoriščanjem njihovih strahov. Pojavile so se v začetku dvajsetega stoletja, najprej po literarnih delih avtorjev Edgarja Allana Poeja, Brama Stokerja in Mary Shelley. Temačnost in nadnaravne sile sta značilni temi žanra, ki se pogosto prepleta s fantazijo in trilerjem.
Grozljivke izkoriščajo gledalčeve nočne more, strahove, gnus in strah pred neznanim. Zaplet pogosto vsebuje vdor zlobne sile, dogodka ali osebnosti v vsakdanji svet. Prevladujoči tovrstni elementi so duhovi, nezemljani, vampirji, volkodlaki, demoni, eksplicitno nasilje, mučenje, ubijalski klovni, kulti, moteni otroci, nevarne živali, čarovnice, pošasti, zombiji, kanibali, psihopati in serijski morilci.